# عرز (حالمين)

تعديل مصدري - تعديل

عـرز هي إحدى قرى عزلة حبيل الريدة بمديرية حالمين التابعة لمحافظة لحج، بلغ تعداد سكانها 192 نسمة حسب تعداد اليمن لعام 2004.